# Hatalomérzet
A Hatalomérzet (angolul: The Feeling of Power) Isaac Asimov tudományos-fantasztikus novellája. Először 1958 februárjában jelent meg az If magazinban, majd a Nine Tomorrows és az Opus 100 című gyűjteményes kötetekben jelent meg 1959-ben, illetve 1969-ben. Magyarul a Kétszázadik című novelláskötetben olvasható Németh Magdolna fordításában.

## Történet
|  | Alább a cselekmény részletei következnek! |

A novella cselekménye a távoli jövőben játszódik, amikor az emberiség számítógéphasználaton alapuló társadalomban él, ahol már a matematika alapjai is feledésbe merültek, beleértve a legalapvetőbb matematikai műveletek elvégzésének ismeretét is.
A Földi Föderáció háborúban áll a Denebbel. A háborút nagyhatótávolságú fegyverek segítségével vívják, amelyeket kizárólag rendkívül drága számítógépek vezérelnek.
Myron Aub, egy egyszerű technikus, akinek az a hobbija, hogy régi számítógépeket tanulmányoz, a régi gépek tanulmányozása segítségével újra felfedezi az alapvető matematikai elveket. Erre a felfedezésre felfigyelnek a Föld katonai és politikai vezetői, és kutatásokat indítanak az új tudomány tanulmányázására, amit „grafitikának” neveznek el. Az a tervük, hogy a számítógép által vezérelt hajókat alacsony költségvetésű, olcsóbb, emberek által vezérelt hajókkal és rakétákkal váltják fel, hogy a háborúban kialakult erőegyensúlyt így döntsék el a Föld javára.
Aub csalódottságában, hogy felfedezését háborús célokra kívánják felhasználni, öngyilkosságot követ el, azonban a grafitika további fejlődésének ez már nem jelenthet akadályt.
|  | Itt a vége a cselekmény részletezésének! |

## Megjelenések

### angol nyelven
1. If (1958 február)

### magyarul
1. Hatalomérzet; ford.: Németh Magdolna; in: Kétszázadik. 24 fantasztikus novella; szerk. Németh Attila; Metropolis Media, Bp., 2009 (Galaktika fantasztikus könyvek)

## Külső hivatkozások
- Angol nyelvű megjelenések az ISFDB-től
- A novella teljes szövege angolul
- The Feeling of Power at BestScienceFictionStories.com Archiválva 2010. január 18-i dátummal a Wayback Machine-ben